# 苗儿滩镇
苗儿滩镇，是中华人民共和国湖南省湘西土家族苗族自治州龙山县下辖的一个乡镇级行政单位。

## 行政区划
苗儿滩镇下辖以下地区：
苗市社区、东风村、捞车村、树比村、黎明村、六合村、民主村、红光村、民族村、补洲村、马熊沟村、苗寨村、八圾村、金星村、砖火坪村、苗儿滩村、星火村和西砂湖村。

## 中国传统村落
2012年，六合村、惹巴拉村被评为首批“中国传统村落”。